# Madhva
Madhva (Sanskrit: मध्व Madhva [ˈmʌd̪ʱʋʌ]) oder Madhvacharya (मध्वाचार्य Madhvācārya [mʌd̪ʱʋɑːˈtʃɑːrjʌ]; * um 1238; † um 1317) war ein indischer Philosoph und Begründer der Dvaita-Schule des Vedanta.

## Leben
Madhva wurde nahe Udupi im heutigen Karnataka, als Sohn eines Brahmanen, geboren. Einzelheiten zu seinem Leben finden sich in der Hagiographie Madhvavijaya des Narayana Panditacarya, einem seiner Anhänger. In Mathas oder Klöstern, die dem Dvaita folgen, sind auch noch andere, z. T. epigraphische, Quellen zu seinem Leben vorhanden.
Der Tradition nach soll Madhva eine Inkarnation von Vayu gewesen sein. Er sei sowohl von scharfsinnigem philosophischem Geist, als auch von großer und kräftiger Statur gewesen. In frühem Alter war er, gegen den anfänglichen Willen seines Vaters, ein Sannyasin geworden. Er studierte Advaita, war aber mit diesem sehr unzufrieden. Er beschloss, eine eigene religiöse Tradition zu bilden, die auf seiner monotheistischen Sicht beruhte und eine neue Theologie beinhaltete.
In Debatten in Südindien, die er auf Reisen abhielt, entwickelte er Polemiken gegen Advaita, und begann daraufhin eine literarische Karriere zu machen. Sein Hauptwerk ist das Anuvyakhyana, das sich auf die Brahmasutras bezieht. Unter seinen zahlreichen Schriften sind auch Kommentare zum Mahabharata, zu den Upanishaden und zur Bhagavadgita.
Madhva unternahm auch Reisen durch Nordindien, um Debatten zu führen, und erreichte dabei viele Konvertiten. In seinem Leben soll er zahlreiche Wunder vollbracht haben. So habe er Tamarindenkörner in Münzen verwandelt, Kämpfe mit Räubern und wilden Tieren erfolgreich bestritten, den Ganges überquert, ohne, dass seine Kleidung nass wurde und seinen Schülern, als diesen nachts beim Auslegen eines Textes die Lampe erlosch, den Unterricht durch Licht, welches den Nägeln seiner großen Zehen entströmte, fortgesetzt. Die Linie der Madhva-Gurus, deren Erster er war, besteht seit 700 Jahren bis heute fort. Bis heute haben sich auch die Asta-Mathas erhalten, die in Udupi von Madhvas Anhängern begründet wurden.

## Lehre
Laut Madhvas Lehre gebe es einen ewigen und allmächtigen Gott, welchen er mit Vishnu identifiziert. Madhva zufolge werde der Gottesbegriff in den Veden nur auf Vishnu angewandt und Schriften, welche dem widersprechen, seien unautoritativ. Mit solchen menschlichen Begriffen könne Gottes Wesen allerdings nie gänzlich beschrieben werden. Er sei ewig, unentstanden, unvergänglich, allwissend und barmherzig und habe den Menschen in Gestalt mehrerer Avatare den Weg zur Erlösung gewiesen.
Die Devas seien die Seelen Verstorbener, welche infolge guter Werke in den Himmelswelten wiedergeboren und ausführende Organe des Willens Gottes seien, was auch für Vayu und Lakshmi gelte. Sie seien auch sterblich und einige von ihnen könnten, nach ihrem Tod, wieder in tiefere Existenzstufen herabsinken. Ihre Verehrung sei nur dann berechtigt, wenn Gott durch sie angebetet werde, da sie keine allein für sich anzubetenden Wesen seien, was auch bei der Bilderverehrung beachtet werden müsse. Die Anbetung der Devas um ihrer selbst Willen, der Polytheismus, sei daher ein im Treta-Yuga eingetretener Abfall vom wahren Glauben gewesen, den es im Satya-Yuga noch nicht gegeben habe.
Die Lehre des Advaita, von der Einheit der Seelen und Gott, sei ebenfalls falsch. Die Seelen seien Gott gegenüber verschieden und untergeordnet. Aus ihnen und Urmaterie habe Gott die Welt erbaut. Es gebe drei Arten von Seelen: Jene, welche zur Erlösung fähig seien, jene, welche im Samsara verbleiben und jene, welche in die ewige Verdammnis eingingen.

## Christliche und islamische Einflüsse?
Aufgrund von Ähnlichkeiten von Madhvas Lehre mit der des Christentums und des Islams existieren Annahmen, nach welchen er von Angehörigen beider Religionen beeinflusst gewesen sei. Der Wissensstand über die christlichen Gemeinden zu Madhvas Lebzeit ist allerdings gering und Kontakte Madhvas zu Christen sind nicht bekannt. 
Der Madhvavijaya erzählt jedoch von einem Zusammentreffen Madhvas mit Moslems. Demnach soll er dem Sultan von Delhi in fließendem Persisch gesagt haben, dass beide denselben einen Gott des Universums anbeten und er den Glauben an diesen verbreite. Der Sultan sei davon so beeindruckt gewesen, dass er Madhva die Hälfte des Reiches schenken wollte, was dieser jedoch ablehnte.
Der Indologe und Religionswissenschaftler Helmuth von Glasenapp geht davon aus, dass sich der Monotheismus auch aus der indischen Gedankenwelt herleiten ließe, und es letztlich auch keinen Grund zur Unterstützung der These gebe, dass christliche oder moslemische Impulse Madhvas Jenseitsvorstellungen beeinflusst hätten.